# Блек Канјон Сити (Аризона)
Блек Канјон Сити (енгл. Black Canyon City) насељено је место без административног статуса у америчкој савезној држави Аризона.

## Демографија
По попису из 2010. године број становника је 2.837, што је 140 (5,2%) становника више него 2000. године.
| Група             | 2000.         | 2010.         |
| Белци             | 2.516 (93,3%) | 2.587 (91,2%) |
| Афроамериканци    | 4 (0,1%)      | 7 (0,2%)      |
| Азијати           | 5 (0,2%)      | 12 (0,4%)     |
| Хиспаноамериканци | 92 (3,4%)     | 159 (5,6%)    |
| Укупно            | 2.697         | 2.837         |